# Amy Cure
Amy Louise Cure (Burnie, 31 december 1992) is een voormalig Australisch wielrenster die zowel op de weg als op de baan actief was. Ze won negen nationale en drie wereldtitels op de baan.
Bij de jeugd was Cure al goed voor verschillende resultaten. Na verschillende nationale titels bij de jeugd, behaalde ze in 2009 haar eerste WK goud op de piste. In de scratch bleef ze Lucie Zaleska en Aleksandra Sosenko voor. Een jaar later bewees ze ook een prima wegrenster te zijn, door een bronzen plak op het WK tijdrijden voor junioren, dit achter Hanna Solovey en Pauline Ferrand-Prevot. Ook werd ze dat jaar Australisch kampioen tijdrijden bij de junioren.
Sinds 2011 behoort Cure tot de nationale baanselectie. In deze hoedanigheid nam ze al meermaals deel aan  wereldbekers en wereldkampioenschappen. Ze werd namens Australië vierde op de Olympische Zomerspelen 2012 in Londen in de ploegenachtervolging, samen met Annette Edmondson, Melissa Hoskins en Josie Tomic. In 2013 werd ze op het WK samen met Edmondson en Hoskins vice-wereldkampioene ploegenachtervolging, zelf werd ze ook nog vice-kampioene op de individuele achtervolging, achter Sarah Hammer. Een jaar later deed ze dit parcours over, maar nu eindigde ze telkens als derde. Ook betwistte ze de puntenkoers. Hier wist ze de wereldtitel te veroveren. Op het WK 2015 won ze goud op de ploegenachtervolging, samen met Edmondson, Hoskins en Ashlee Ankudinoff. Tijdens de Gemenebestspelen 2018 won ze goud op de ploegenachtervolging en scratch. In 2019 werd ze wederom wereldkampioene in de ploegenachtervolging, samen met Ankudinoff, Edmondson, Georgia Baker en Alexandra Manly.
Op de weg won Cure in 2012 de tweede etappe in de RaboSter Zeeuwsche Eilanden. In 2013 won ze twee etappes en het eindklassement in de Tsjechische rittenkoers Tour de Feminin - O cenu Českého Švýcarska. Dat jaar won ze ook een etappe in de Trophée d'Or en het eindklassement in de Adelaide Tour. De wegseizoenen 2014 en 2015 reed ze in het shirt van het Belgische Lotto-Belisol Ladies. In 2017 en 2018 reed ze voor het Britse Wiggle High5. Op 19 juni 2020 kondigde ze haar afscheid als professioneel wielrenster aan.

## Overwinningen

### Weg
2012 - 1 zege

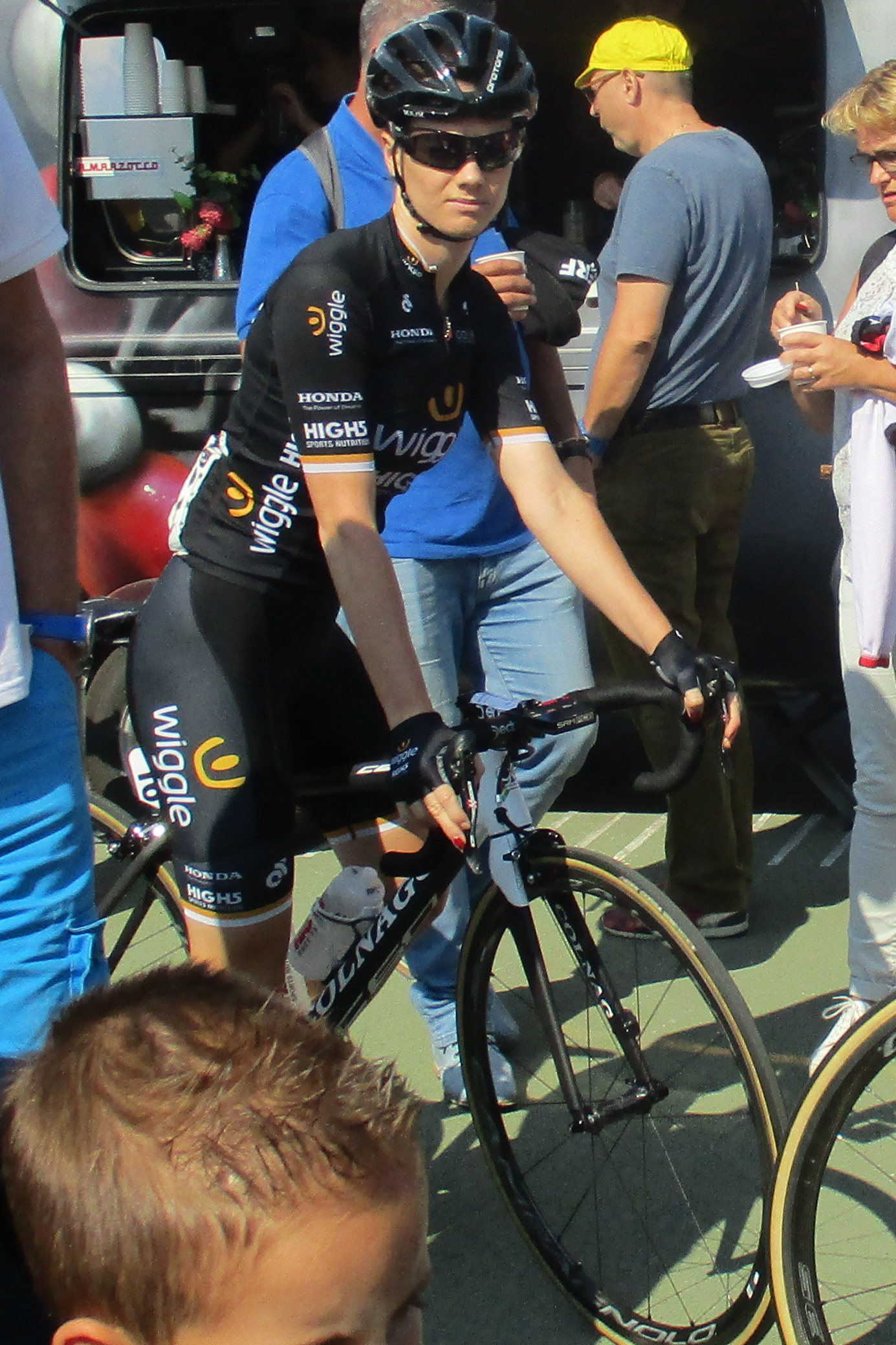
Amy Cure in de Boels Ladies Tour 2017.

- 2e etappe RaboSter Zeeuwsche Eilanden

2013 - 6 zeges
- Eindklassement Tour de Feminin - O cenu Českého Švýcarska
  -  Puntenklassement
  -  Jongerenklassement
  - 2e en 4e etappe
- Eindklassement Adelaide Tour
  - 2e etappe
- 5e etappe Trophée d'Or

### Piste
| Jaar       | AK                                                      | WK                                                         | Overige                                                                      |            |
| Als junior | Als junior                                              | Als junior                                                 | Als junior                                                                   | Als junior |
| ---------- | ------------------------------------------------------- | ---------------------------------------------------------- | ---------------------------------------------------------------------------- | ---------- |
| 2009       |                                                         | scratch · achtervolging                                    |                                                                              |            |
| 2010       |                                                         | individuele achtervolging · scratch · ploegenachtervolging |                                                                              |            |
| Als elite  |                                                         |                                                            |                                                                              |            |
| 2009       | ploegenachtervolging                                    |                                                            |                                                                              |            |
| 2010       | ploegenachtervolging                                    |                                                            |                                                                              |            |
| 2011       | ploegenachtervolging · puntenkoers, scratch             |                                                            | Oceanisch kampioenschap: ploegenachtervolging, omnium                        |            |
| 2012       |                                                         |                                                            |                                                                              |            |
| 2013       | achtervolging                                           | ploegenachtervolging                                       |                                                                              |            |
| 2014       | ind. achtervolging · ploegenachtervolging               | puntenkoers · ind. achtervolging, ploegenachtervolging     | WB Londen: puntenkoers · Commonwealth Games: scratch, ind. achtervolging     |            |
| 2015       | ind. achtervolging · ploegenachtervolging · puntenkoers | ploegenachtervolging · scratch · ind. achtervolging        | WB Camebridge: ploegenachtervolging                                          |            |
| 2016       | individuele achtervolging                               |                                                            | Oceanisch kampioenschap: ploegenachtervolging, omnium · puntenkoers, scratch |            |
| 2017       | puntenkoers, scratch · individuele achtervolging        | ploegenachtervolging · omnium, koppelkoers                 | WB Cali: ploegenachtervolging, puntenkoers · WB L.A.: koppelkoers            |            |
| 2018       | scratch, puntenkoers                                    |                                                            | Commonwealth Games: ploegenachtervolging, scratch                            |            |
| 2019       | scratch                                                 | ploegenachtervolging, koppelkoers                          | Oceanisch kampioenschap: omnium, puntenkoers, koppelkoers                    |            |